# Bullarebygden och Smeberg
Bullarebygden och Smeberg är en av SCB avgränsad och namnsatt småort i Tanums kommun. Den omfattar bebyggelsen i Bullarebygden och Smeberg och är belägna söder och sydväst om sjön Norra Bullaresjön i Naverstads socken i norra Bohuslän. Småorten var tidigare namnsatt till Backa och Smeberg. Enligt Trafikverkets skyltning heter orten enbart Bullarebygden. Orten ligger vid Blågröna vägen, längs med länsvägarna 165 och 164.